# Rio Sununu
Rio Sununu är ett vattendrag i Brasilien.   Det ligger i delstaten Paraná, i den södra delen av landet, 1 100 km sydväst om huvudstaden Brasília.
Trakten runt Rio Sununu består till största delen av jordbruksmark. Runt Rio Sununu är det mycket glesbefolkat, med 6 invånare per kvadratkilometer.